# Пасовник мексиканський
Пасовник мексиканський, вівсянка мексиканська (Xenospiza baileyi) — вид горобцеподібних птахів родини Passerellidae. Ендемік Мексики.

## Назва
Вид названо на честь американського орнітолога Альфреда Маршалла Бейлі (1894—1978).

## Поширення
Вид живе на ділянках, багатих травами, на відкритих полях, у лісах або поблизу водойм. Він поширений у високогір'ї з помірним кліматом у західній та центральній Мексиці.
Птах вперше був виявлений вченими у 1889 році у Сьєрра-де-Боланьос, поблизу міста Боланьос у штаті Халіско на півночі Мексики. Зібрані екземпляри вважалися аномальними формами вівсянки саванової (Passerculus sandwichensis) або пасовки співочої (Melospiza melodia), або гібридом обох. Лише в 1931 році, коли інший екземпляр був спійманий поблизу міста Дуранго, був виділений новий вид. Південна популяція була виявлена лише в 1945 році, але згодом була зареєстрована в кількох районах Федерального округу, штатах Морелос і Мехіко.
У 1951 році 5 екземплярів було виловлено поблизу Ель-Сальто у штату Дуранго. Відтоді не було нових записів щодо північної популяції, яка вважалася зниклою до 2004 року, коли невелику популяцію було виявлено поблизу того ж міста.